# Werner von Alvensleben (Politiker, 1858)
Werner Hermann Ludwig von Alvensleben (* 1858; † 1928) war ein preußischer Verwaltungsjurist und Landrat. 
Alvensleben begann 1886 als Regierungsreferendar in Potsdam und war 1889 Regierungsassessor in Minden. Von 1898 bis 1920 amtierte er als Landrat im Kreis Gardelegen.